# 서용선
서용선(1951년~)은 대한민국의 화가이자 조각가이며, 교수이다.
서용선은 대한민국 전쟁이나 참사의 대하여 작품을 만들었다

## 수상
- 2014년 제26회 이중섭 미술상
- 2009년 국립현대미술관 올해의 작가상